# 千野弘美
千野 弘美（せんの ひろみ、1956年8月18日 - ）は、日本の女優。本名：原野 弘美。
大阪府出身。夙川学院短期大学中退。東京俳優生活協同組合を経て、テロワール所属。

## 略歴
1973年、日本テレビ系のテレビドラマ『たんぽぽ』でデビュー。

## 出演

### 映画
- 看護婦のオヤジがんばる（1980年、近代映画協会） - 大友久子
- SHŌGUN（1980年、米・NBCテレビドラマ将軍 "SHŌGUN"の映画版、東宝系） - ふじ子
- ミナミの帝王 劇場版16 借金セミナー（2000年）
- 呪霊 THE MOVIE 黒呪霊（2004年、パル企画） - 真由子
- 天使がくれたもの（2007年、パル企画）
- 火垂るの墓（2008年） - 本城君枝

### テレビドラマ
- たんぽぽ（1973年、NTV） - 桃子 （デビュー作）
- 同心部屋御用帳 江戸の旋風II（1976年、CX / 東宝）
- 特別機動捜査隊（1977年、NET / 東映）
  - 第793話「季節労働者哀歌」 - せつ子
  - 第797話「わが青春の輝ける日」 - 本間末子
- 俺たちの朝 第32話「酔っぱらいと腕のいい経理マンとタマネギの皮」（1977年、NTV / 東宝） - 染色教室生徒
- 太陽にほえろ!（NTV / 東宝） - 高田加代子 （セミレギュラー）
  - 第308話「新しき家族」（1978年）
  - 第321話「朝顔」（1978年）
  - 第333話「刑事の約束」（1978年）
  - 第371話「愛するもののために」（1979年）
  - 第452話「山さんがボスを撃つ!?」（1981年）
  - 第453話「俺を撃て! 山さん」（1981年）
  - 第552話「或る誤解」（1983年）
  - 第564話「夏の別れ」（1983年）
- 東芝日曜劇場 / 天国の父ちゃんこんにちは（1978年、TBS）
- 風鈴捕物帳 第7話「盗まれた長十手」（1978年、ANB / 東映）
- 桃太郎侍（NTV）
  - 第126話「看板娘を狙う鬼」（1979年）- おまき
  - 第147話「万才! 桃太郎先生」（1979年）- お冬
  - 第210話「悲願! 仲人百組目」（1980年）
  - 第224話「邪剣に勝った瓦版」（1981年）
- 鉄道公安官 第2話「裏切りの北帰行」（1979年、ANB / 東映） - 木村由紀絵
- 遠山の金さん 第2シリーズ 第26話「幸せにまっしぐら」（1979年、ANB / 東映） - お咲
- 新五捕物帳（NTV / ユニオン映画）
  - 第71話「恋情け涙の十手」（1979年） - おるい
  - 第173話「真心の旅路」（1982年） - お秋
- 土曜ワイド劇場 / 三毛猫ホームズシリーズ（1979年 - 1984年、ANB / 東映） - 片山晴美
- SHŌGUN（しょうぐん、原題：Shōgun）(1980年、NBC/ アメリカ） - ふじ子
- 新・江戸の旋風（1980年、CX / 東宝） - お新
- 長七郎天下ご免! 第40話「情けで築いた江戸堤」（1980年、ANB/ 東映） - おちず
- 必殺シリーズ（ABC / 松竹）
  - 必殺仕事人 第61話「脅し技闇医術千両潰し」（1980年） - お雪
  - 必殺仕舞人 第11話「秋田音頭は国盗り家老の冥土唄 -秋田-」（1981年） - さと
  - 新・必殺仕舞人 第12話「けだもの狩りはしげさ節」（1982年） - お民
  - 必殺仕事人III 第10話「子供にいたずらされたのは主水」（1982年） - 千世
  - 必殺仕事人IV 第15話「順之助いよいよ受験する」（1984年） - 月江
  - 必殺仕事人V・激闘編 第17話「江戸の空にハレー彗星が飛ぶ」（1986年） - お妙
  - 必殺仕事人V・旋風編 第8話「主水、コールガールの仇をうつ」（1987年） - おむら
- 男! あばれはっちゃく 第31話「走れ!ジャジャ馬〇ヒ作戦」（1980年、ANB / 国際放映） - 教育実習生
- 斬り捨て御免! 第23話「目の前から消えた女」（1980年、TX / 歌舞伎座テレビ） - おちよ
- 吉宗評判記 暴れん坊将軍 第125話「男の門出の燈篭流し」（1980年、ANB / 東映）-　お雪
- サンキュー先生 第21話「花嫁は決まりだ!」（1981年、ANB / 国際放映） - 村野里美
- SHŌGUN 将軍（1981年、ANB）
- 同心暁蘭之介 第5話「根なし草の女」（1981年、CX） - おさち
- 愛の劇場 / 夫婦（1982年、TBS / 国際放映） - 高村悠子
- 松平右近事件帳 第10話「極楽とんぼのならず者」（1982年、NTV / ユニオン映画） - お玉
- 影の軍団シリーズ（KTV / 東映）
  - 影の軍団II 第24話「くノ一秘法“双面の術”」（1982年） - 井上雪乃(白雪)
  - 影の軍団III 第7話「南から来た女間者」（1982年）
- 特捜最前線 第249話「レイプ・襲われた姉妹!」（1982年、ANB / 東映）
- 源九郎旅日記 葵の暴れん坊（ANB / 東映）
  - 第11話「波切 潮鳴り 悪を斬る」（1982年） - お里
  - 第40話「春を待つ夫婦だるま」（1983年） - 伊代
- 御宿かわせみ（1982年、NHK） - おとみ
- 大江戸捜査網（TX / 三船プロ）
  - 第532話「女心が悪を斬る」（1982年） - おゆき
  - 第634話「俺も男だ! 落ちこぼれ親父」（1984年） - おとき
  - 新 大江戸捜査網 第4話「密会は殺しの誘い」（1984年） - おひろ
- 柳生十兵衛あばれ旅 第18話「偽りの生き埋葬」（1983年、ANB / 東映） - 美樹
- 連続テレビ小説 / おしん（1983年、NHK） - はる役
- 十津川警部シリーズ 第4作「下り特急「富士」〈ラブ・トレイン〉殺人事件」（1983年）
- 金曜ドラマ ふぞろいの林檎たちI（1983年、TBS） - 島脇邦子
- 遠山の金さん 第1シリーズ（ANB / 東映）※高橋英樹版
  - 第10話「高砂や! 泣いて笑った花嫁御寮」（1982年）- おしん
  - 第59話「潜入! 魔のめじろ御殿の女」（1983年） - お佐代
  - 第129話「喪服の女に忍び寄る赤い罠」（1985年） - お照
  - 第153話「未婚の母! 愛の子育て夢日記」（1985年） - おみよ
- のんちゃんの木（1983年、TBS）
- 暴れん坊将軍II（ANB / 東映） 
  - 第79話「花の江戸城 つまみ食い天国!」（1984年） - お雪
  - 第126話「吉宗狙撃! 消えたお庭番」（1985年） - おくみ
- 長七郎江戸日記 第14話「琉球使節異聞」（1984年、NTV）- おみね
- 金曜女のドラマスペシャル 飛鳥・まだ見ぬ子、清子の母として（1984年、CX）
- 銀河テレビ小説（NHK）
  - 男が家を出るとき（1985年） - 節子
- 水曜ロードショー / 卒業 -GRADUATION-（1985年、NTV）
- 私鉄沿線97分署 第64話「死亡時刻はパソコンで…」（1986年、ANB / 国際放映）
- 愛の嵐（1986年、THK）- はな
- 大岡越前（TBS / C.A.L）
  - 第9部 第23話「兵助に隠し子がいた!」（1986年3月31日） - お房
  - 第13部 第10話「女を喰った非道医者」（1993年1月18日） - おしの
  - 第14部 第22話「母ふたり情けのお白洲」（1996年11月18日） - お篠
- 水戸黄門（TBS / C.A.L）
  - 第16部 第33話「夢を紡いだ紙の布 -白石-」（1986年12月8日） - おいと
  - 第17部 第18話「河豚に当って悪退治 -下関-」（1987年12月28日） - おえい
  - 第19部 第15話「陰謀暴く天狗面 -新発田-」（1990年1月8日） - 美鈴
  - 第20部
    - 第6話「夢を叶えた夫婦花火 -吉田-」（1990年12月3日） - お絹
    - 第31話「娘と名乗れぬ女掏摸 -宮津-」（1991年6月10日） - お夏

  - 第21部 第20話「悲願を秘めた鬼代官 -福知山-」（1992年8月17日） - 梢
  - 第22部 第5話「陰謀渦巻く大井川 -島田-」（1993年6月14日） - 萩野
  - 第23部 第17話「娘涙の仇討悲願 -津山-」（1994年11月28日） - 八重
- スケバン刑事III 少女忍法帖伝奇 第29話「小さな殺人者 唯 暁に死す!?」（1987年、CX） - アキラの母
- 大都会25時 第8話「消えた誘拐犯! マイホーム殺人事件」（1987年、ANB / 東映）
- 土曜ドラマ 十九歳（1989年、NHK） - 香月加代
- 空と海をこえて（1989年、TBS）
- 外科医有森冴子 第4話「有森入院します!」（1990年、NTV）
- はぐれ刑事純情派 第5シリーズ 第6話「弁当屋の女・猿が暴いた密室の謎」（1992年） - 水島敏子
- 大人は判ってくれない（1992年、CX）
- 金曜ドラマ（TBS）
  - 美しい人（1999年）
  - 夢のカリフォルニア（2002年）
- Summer Snow（2000年、TBS）
- 月曜ミステリー劇場 / 陰の季節4 「失踪」（2002年、TBS） - 柴崎典子
- ウルトラQ dark fantasy 第4話「パズルの女」（2004年、TX）
- 御宿かわせみ 第二章 *高島礼子版（2004年、NHK）
- 水曜ミステリー9 / 信濃のコロンボ事件ファイル8 「アリスの騎士」（2005年、TX）

### ビデオ用作品
- パンドラの箱（1992年、BMGビクター）

### 舞台
- おしん（明治座公演） - はる

### CM
- 花王「ハミング」
- ミツカン「味ぽん」
- エキセドリン
- 富士通ゼネラル